# William Blumberg
William Blumberg (født 26. januar 1998 i New York City, New York, USA) er en professionel tennisspiller fra USA.